# Montañas Mitumba
Los montes Mitumba son una cadena volcánica situada en la zona centro-meridional de África, al sur de valle del Rift, que se extiende unos 1.500 km por el territorio de tres países. Pueden alcanzar alturas por encima de los 3.000 m s. n. m.

## Características
Se encuentran al oeste del lago Tanganyika y forman la frontera natural entre la República Democrática del Congo, Burundi y Ruanda. El río Lukuga los divide en dos. Los picos meridionales no superan los 1900 m s. n. m., mientras que los septentrionales pueden superar los 3.000. A partir de este río de montaña nace el río Lualaba, que luego se convierte en el río Congo. Sus picos principales son el monte Kahuzi con 3.308 metros y el monte Biega, con 2790 m.
Los Mitumba son ricos en oro, estaño, uranio, cobre, plata y zinc.